# 拉賈·克利胥納莫提
 拉賈·克利胥納莫提（英語：Subramanian Raja Krishnamoorthi；1973年7月19日—）是一位印度裔的美国政治家和商人，他是民主黨黨員。自2017年起擔任伊利诺伊州第8選區的聯邦眾議員，2023年2月成為眾議院中共問題特設委員會資深議員。
克利胥納莫提為眾議院政府監督及改革委員會經濟及消費者政策小組主席，並且是國會台灣連線成員。2022年隨美國眾議院議長裴洛西到訪台灣。